# Norrland

Norrland (Northland) là một trong ba vùng đất của Thụy Điển (landsdelar), vùng phía bắc, bao gồm chín tỉnh. Thuật ngữ Norrland không được sử dụng cho bất kỳ mục đích hành chính, nhưng nó được phổ biến trong ngôn ngữ hàng ngày, ví dụ như dự báo thời tiết.

## Địa lý
Norrland bao gồm các tỉnh lịch sử (landskap) Gästrikland, Medelpad, Ångermanland, Hälsingland, Jämtland, Härjedalen, Västerbotten, Norrbotten và Lappland, khoảng 59% tổng diện tích của Thụy Điển. Trong lịch sử, Jämtland và Härjedalen thuộc về Na Uy cho đến 1645, và do đó không phải là một phần của Norrland lịch sử.
Ngoại trừ các khu vực ven biển, khu vực dân cư thưa thớt. 12% dân số của Thụy Điển sống trong Norrland. Không giống như Svealand nhiều hơn nữa đông dân cư và Götaland, được biết đến nhiều hơn cho các thành phố lớn (Stockholm, Gothenburg, Malmö vv) với địa danh du lịch hấp dẫn, Norrland được biết đến với bản chất của nó: rừng rộng, sông lớn và hoang dã bị ảnh hưởng. Nhiều người sống ở các vùng nông thôn làng nhỏ, và ở các thành phố dọc theo bờ biển. Trong thời gian cuối của thiên niên kỷ, đã có một sự gia tăng đáng chú ý của dân số trong Norrland, chủ yếu là từ những người di chuyển từ các thành phố lớn.
Trong cuộc cách mạng công nghiệp ở Thụy Điển vào giữa thế kỷ 19, Norrland trở thành nguồn cung cho ngành công nghiệp gỗ quan trọng và bột giấy. Tất cả các con sông lớn của Norrland nhưng bốn đã được khai thác quyền lực nước. Các dòng sông trong Norrland tài khoản cho số lượng lớn của quyền lực hydroelectical tại Thụy Điển - trong nhiều quốc gia, một nguồn năng lượng hạn chế, nhưng tài khoản ở Thụy Điển điện hydroelectrical khoảng 40% tổng sản lượng điện của Thụy Điển.